# فلیکس کاسپر
فلیکس کاسپر (انگلیسی: Felix Kaspar؛ ۱۴ ژانویهٔ ۱۹۱۵ – ۵ دسامبر ۲۰۰۳) اسکیت‌باز نمایشی اهل اتریش بود.